# Rasheed Moore
Rasheed Lee Moore (nacido el 13 de mayo de 1995 en Wilkes-Barre, Pensilvania) es un jugador profesional estadounidense con nacionalidad alemana de baloncesto, que mide 1,96 metros y actualmente juega en la posición de alero para el Science City Jena de la ProA.

## Profesional
Es un alero con formación universitaria estadounidense que jugó durante cuatro temporadas en los East Stroudsburg Warriors de la NCAA II desde 2013 a 2017.
En mayo de 2018 llega a Alemania para jugar en las filas del Wiha Panthers Schwenningen de la PRO B alemana, la tercera división del país durante la temporada 2018-19 . En su primera temporada en Alemania disputa 31 partidos en los que promedia 20,77 puntos por encuentro, logrando el ascenso a la ProA (Basketball Bundesliga).
En la temporada 2019-20, continúa en las filas del Wiha Panthers Schwenningen en la ProA (Basketball Bundesliga), con el que disputa 28 partidos en los que promedia 15,64 puntos por encuentro.
En julio de 2020, firma por el Skyliners Frankfurt de la Basketball Bundesliga.